# Kudlovice
Kudlovice jsou obec v okrese Uherské Hradiště ve Zlínském kraji. Žije zde 982 obyvatel.
Součástí obce jsou též osady Dolina a Paňhaj.

## Historie
První písemná zmínka o obci pochází z roku 1372.

## Obyvatelstvo
| Rok            | 1869 | 1880 | 1890 | 1900 | 1910 | 1921 | 1930 | 1950 | 1961 | 1970 | 1980 | 1991 | 2001 | 2011 | 2021 |
| -------------- | ---- | ---- | ---- | ---- | ---- | ---- | ---- | ---- | ---- | ---- | ---- | ---- | ---- | ---- | ---- |
| Počet obyvatel | 639  | 687  | 711  | 804  | 782  | 918  | 855  | 936  | 976  | 939  | 913  | 852  | 858  | 907  | 933  |
| Počet domů     | 130  | 142  | 146  | 146  | 162  | 174  | 192  | 232  | 242  | 251  | 261  | 279  | 295  | 318  | 347  |

## Obecní správa

### Obecní symboly
Znak a vlajka byly obci uděleny rozhodnutím předsedy Poslanecké sněmovny Parlamentu České republiky dne 15. června 2015.

## Pamětihodnosti
- Kaplička svatého Jana Křtitele na návsi
- Zvonice
- U Strmenské
- Hubáčkova ulička s vinnými sklepy

## Galerie

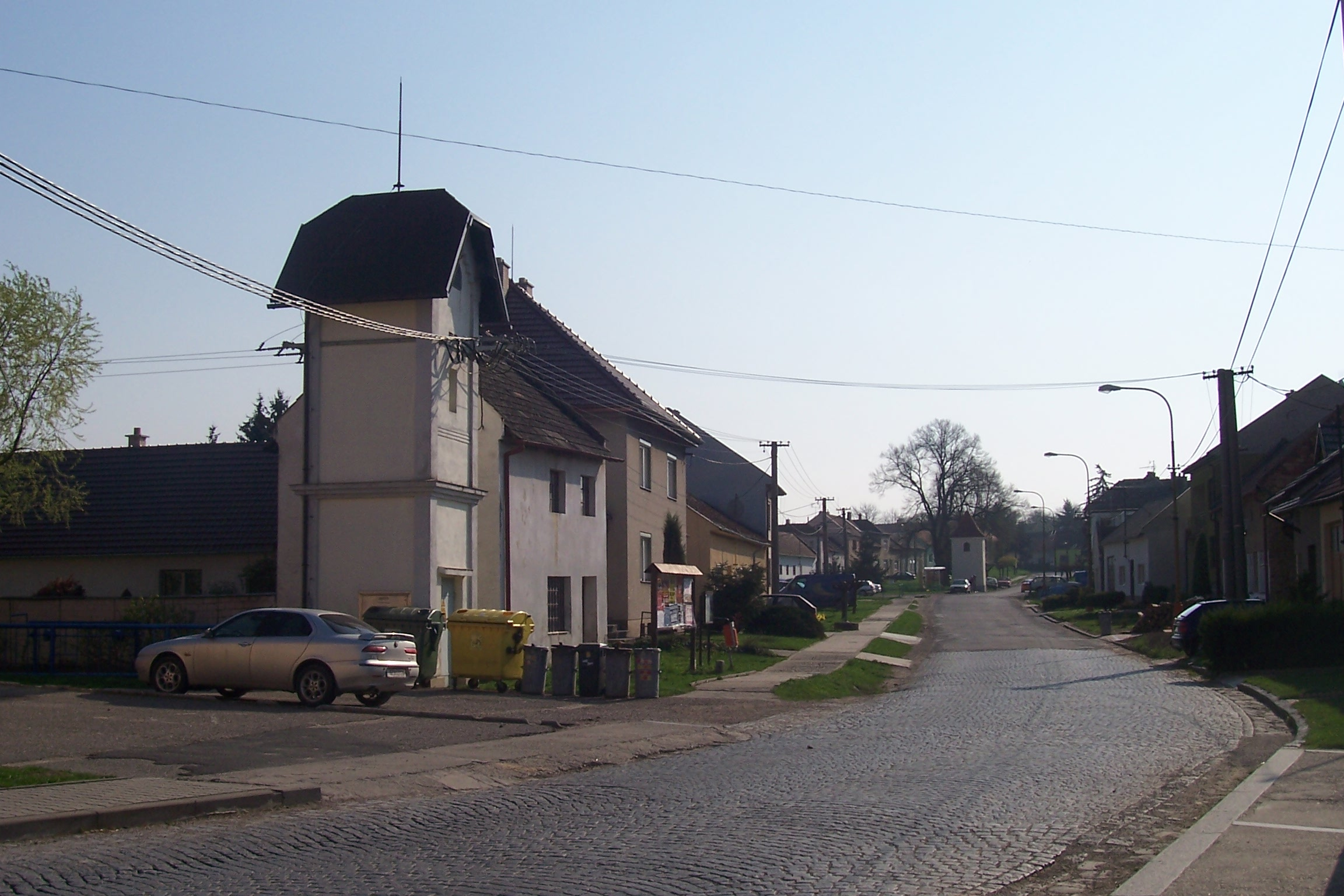
Náves
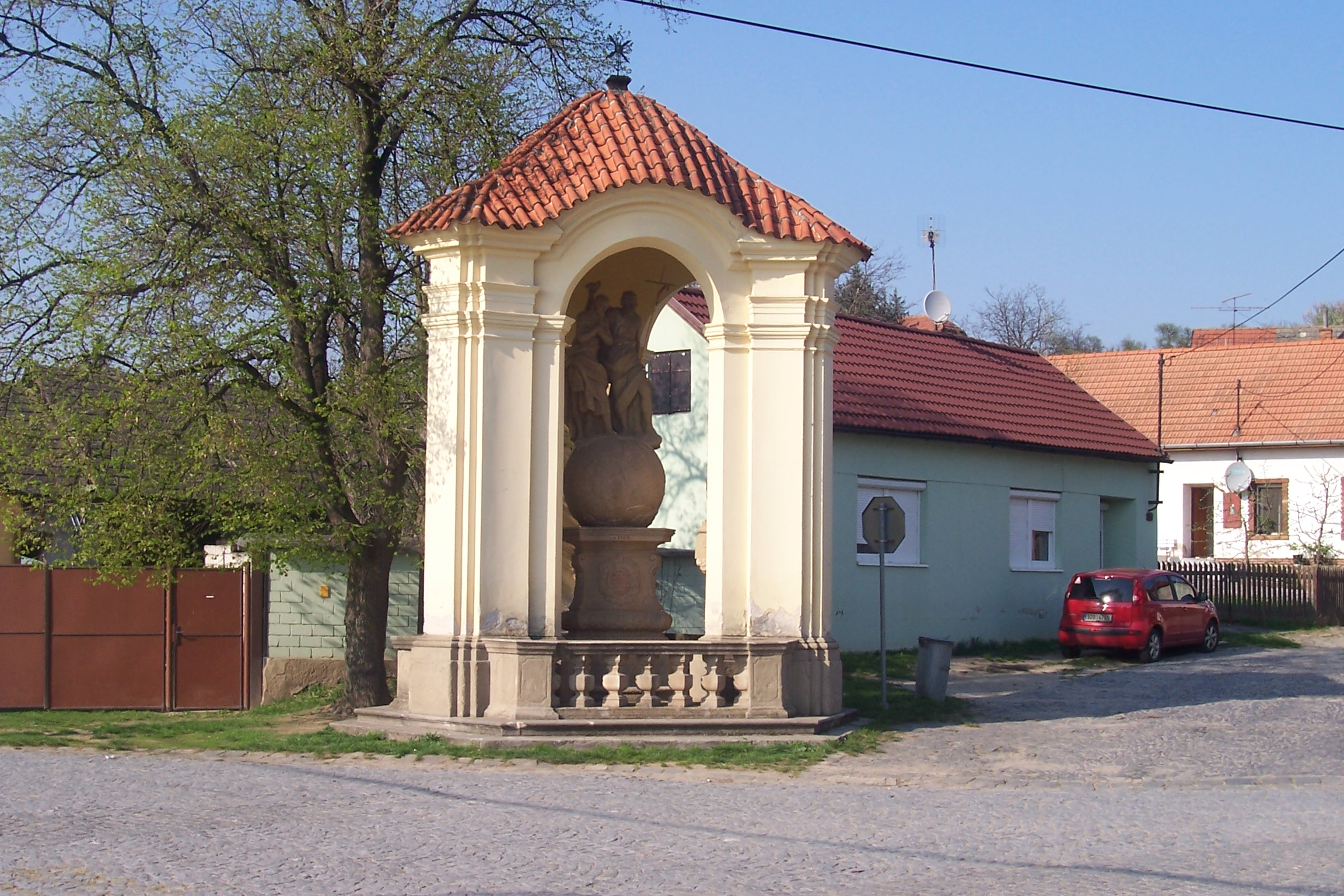
Kaple sv. Jana Křtitele z 18. stol.
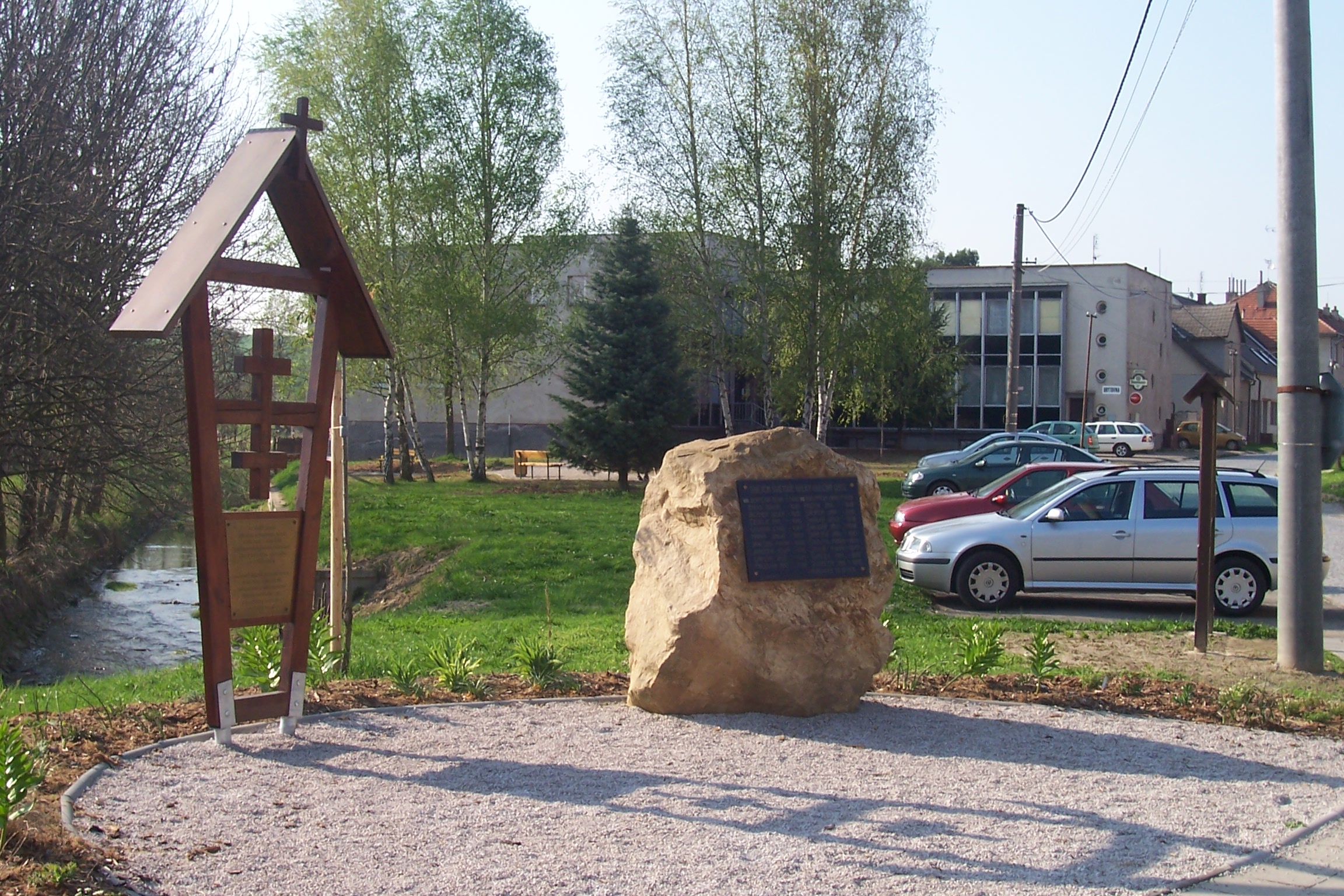
Pomník v centru obce